# Tottan Skantze
Tottan Skantze, egentligen Hedvig Elisabeth Charlotta  Ekelund, född 8 september 1892 i Härnösand, död 2 februari 1947 i Engelbrekts församling, Stockholm, var en svensk skådespelare.
Hon var i första äktenskapet 1910–1921 gift med Soldan Ridderstad och mor till Sture Ridderstad. Från 1921 till sin död var hon gift med direktör Frank Skantze.

## Filmografi
- 1923 – Anderssonskans Kalle på nya upptåg
- 1923 – Hälsingar
- 1924 – Carl XII:s kurir
- 1924 – Ödets man